# آرون غوستافسون
آرون غوستافسون (بالسويدية: Aron Gustafsson)‏ هو سياسي سويدي، ولد في 25 سبتمبر 1880، وتوفي في 20 مايو 1963. حزبياً، نشط في حزب الوسط السويدي. وقد انتخب عضو البرلمان السويدي ‏.